# Саламанка (провинция)
Салама́нка (исп. Salamanca) — провинция на западе Испании, в составе автономного сообщества Кастилия и Леон. Административный центр — Саламанка.

## География
Территория — 12 349 км² (16-е место среди провинций страны).

## Демография
Население — 352,4 тыс. (38-е место; данные 2005 г.).

## Административное устройство

### Комарки Саламанки
1. Эль-Абаденго
2. Лас-Аррибес
3. Тьерра-де-Альба
4. Ла-Армуния
5. Кампо-де-Пеньяранда
6. Кампо-Чарро
7. Сьюдад-Родриго-Сьерра-де-Гата
8. Сьерра-де-Бехар
9. Сьерра-де-Франсия
10. Ледесма
11. Валье-де-лас-Батуэкас
12. Витигудино
13. Ла-Рамахера
14. Эль-Реболлар